# Federación Beninesa de Fútbol
La Federación Beninesa de Fútbol (en francés: Fédération Béninoise de Football; abreviado FBF) es el organismo rector del fútbol en Benín, con sede en Cotonú. Fue fundada en 1962 y desde ese mismo año es miembro de la FIFA y desde 1969 de la CAF. Organiza el campeonato de Liga y de Copa, así como los partidos de la selección nacional en sus distintas categorías. De conformidad con el art. 38 de los Estatutos de la FIFA la Federación Beninesa queda suspendida de la Asociación.  